# Mostek (Dolní Hrachovice)
Mostek (německy Mostek) je malá vesnice, část obce Dolní Hrachovice v okrese Tábor v Jihočeském kraji. Nachází se asi 1,5 kilometru severovýchodně od Dolních Hrachovic. Je zde evidováno 20 adres. V roce 2011 zde trvale žilo čtyřicet obyvatel.
Mostek leží v katastrálním území Mostek u Ratibořských Hor o rozloze 1,38 km².

## Historie
První písemná zmínka o vesnici pochází z roku 1384.

## Obyvatelstvo
| Rok            | 1869 | 1880 | 1890 | 1900 | 1910 | 1921 | 1930 | 1950 | 1961 | 1970 | 1980 | 1991 | 2001 | 2011 | 2021 |
| -------------- | ---- | ---- | ---- | ---- | ---- | ---- | ---- | ---- | ---- | ---- | ---- | ---- | ---- | ---- | ---- |
| Počet obyvatel | 154  | 144  | 153  | 136  | 137  | 122  | 98   | 69   | 75   | 65   | 55   | 44   | 34   | 40   | 45   |
| Počet domů     | 21   | 19   | 21   | 21   | 19   | 19   | 19   | 17   | 17   | 16   | 16   | 15   | 15   | 17   | 17   |

## Obecní správa
Při sčítání lidu v letech 1850–1991 Mostek byl osadou obce Pohnání v okrese Tábor. Od 1. ledna 1992 je částí obce Dolní Hrachovice v okrese Tábor.

## Galerie

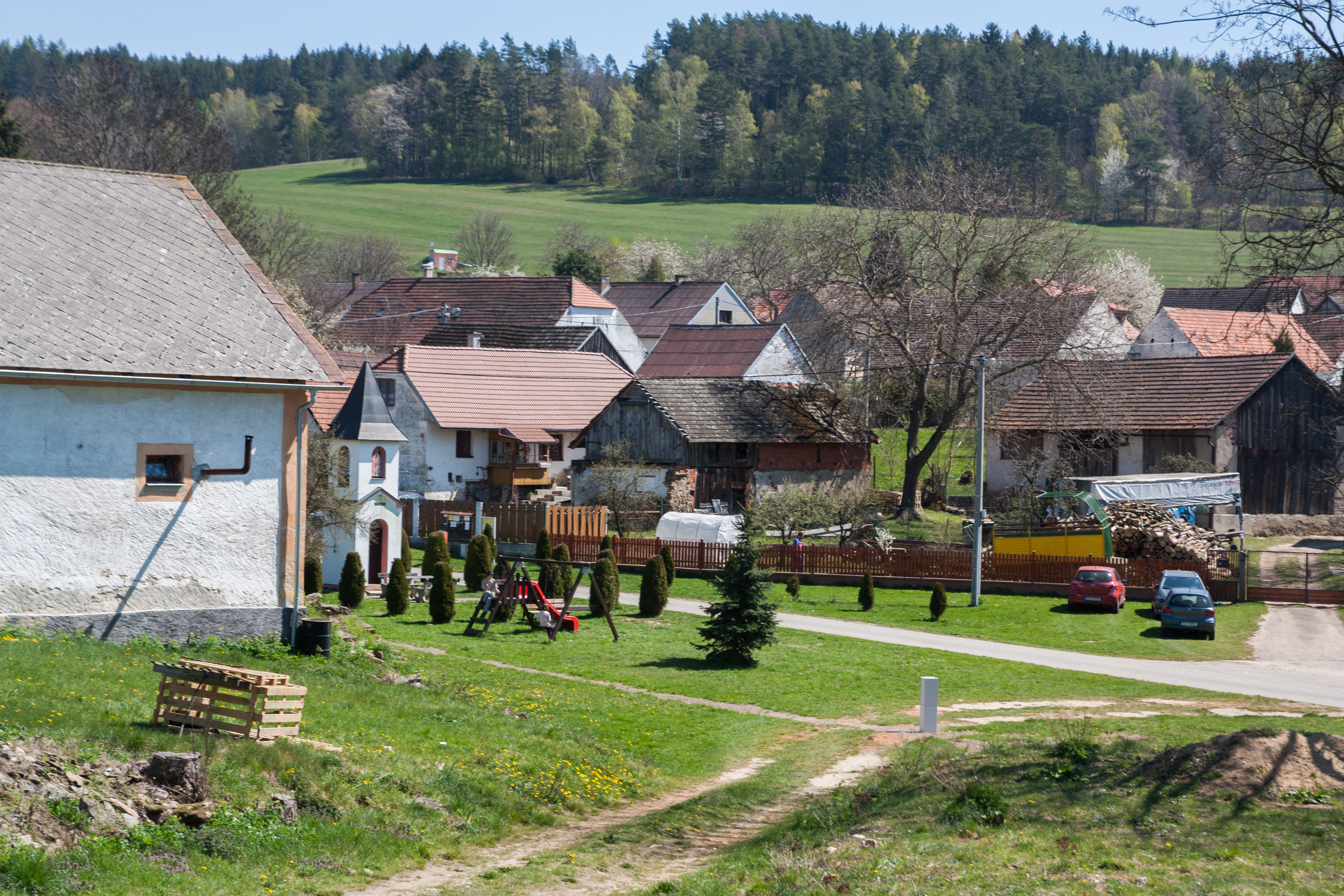
Pohled (2019)
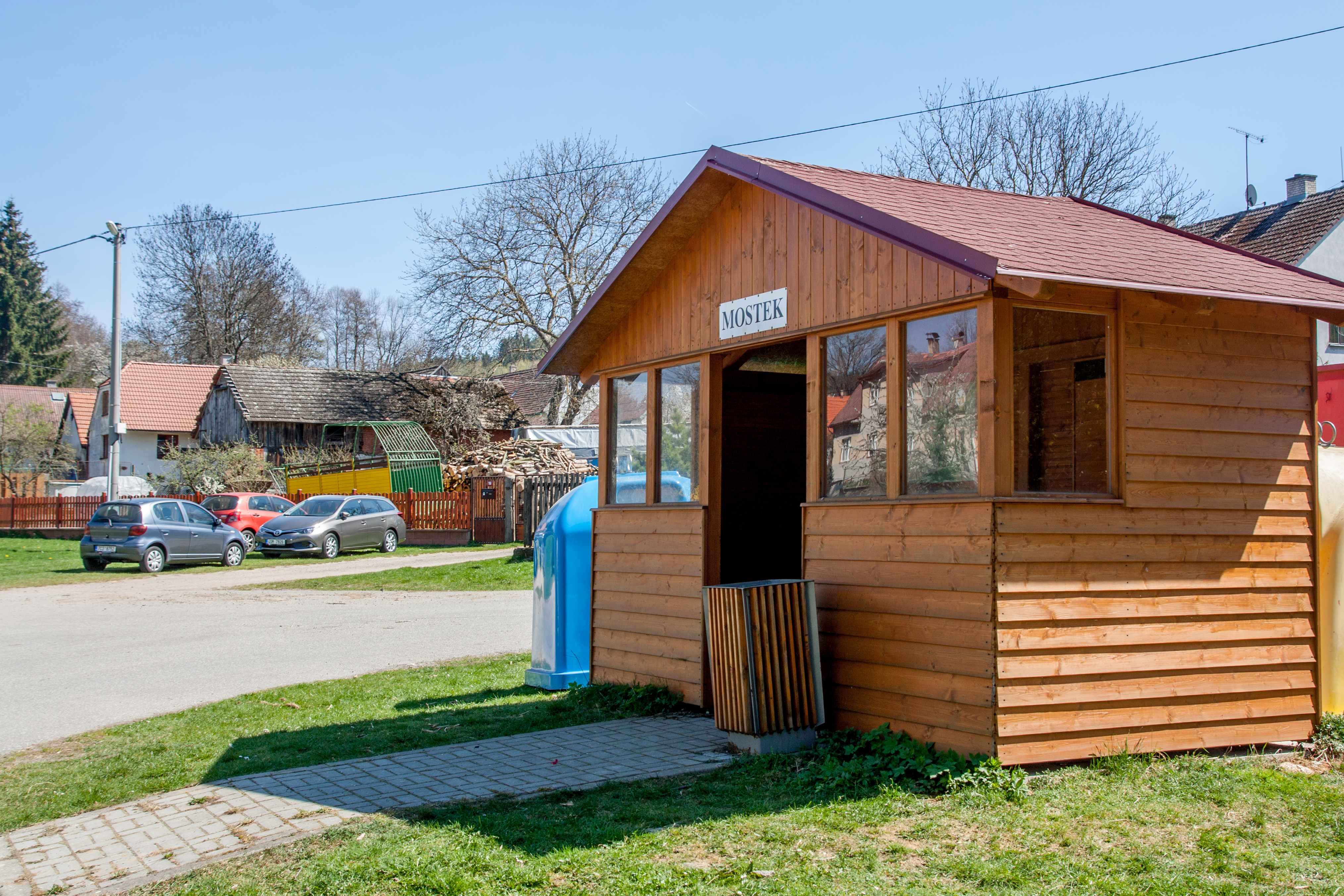
Autobusová zastávka (2019)
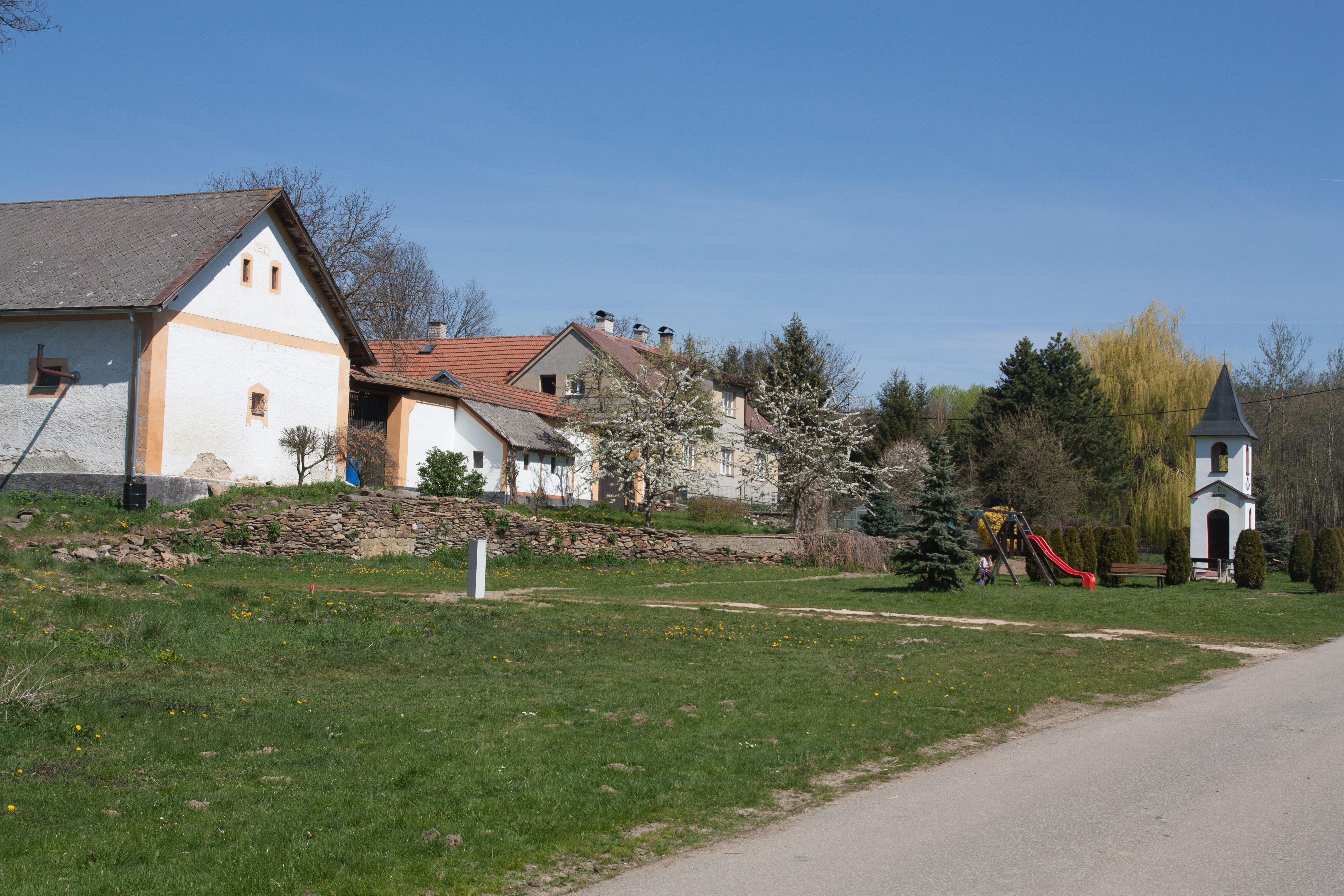
Náves (2019)
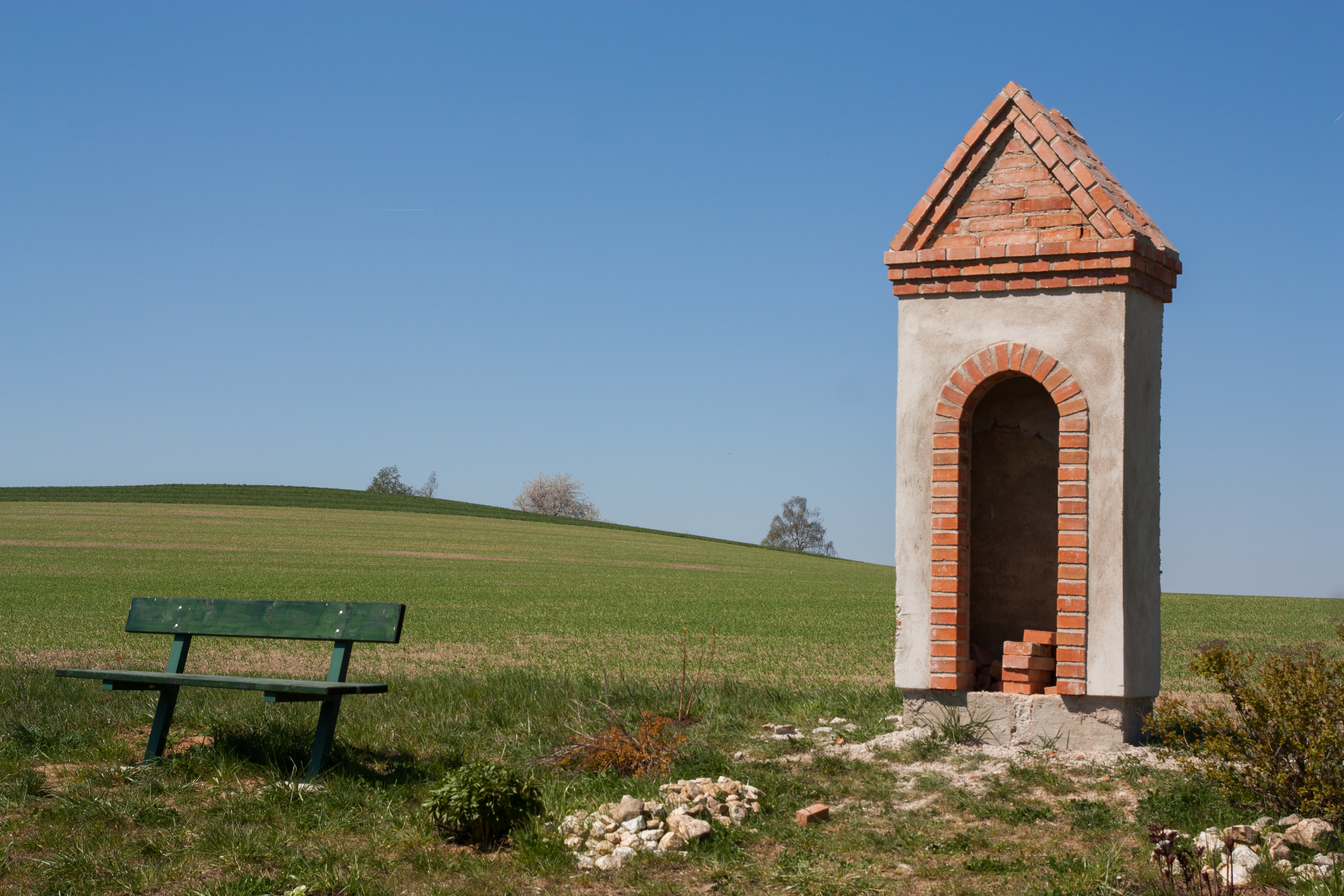
Výklenková kaple za vsí (2019)